# オセアニアオープン・アピア
オセアニアオープン・アピア(Oceania Open Apia)はオセアニア地域で開催される柔道の国際大会。

## 来歴
2009年よりIJFワールド柔道ツアーの一環として、グランドスラム、グランプリに次ぐ位置付けとなったワールドカップのうちの1大会。なお、今大会は世界ランキング対象大会であるが、国際柔道連盟主催ではなく大陸連盟主催の大会であるため、ワールド柔道ツアーには含まれない。2009年に「ワールドカップ・アピア」という名称で西サモアのアピアで初開催となった。2013年からは「オセアニアオープン・アピア」という名称に変更された。2014年と2015年はオーストラリアのウロンゴンで開催されることになった。2016年は開催されず、2017年はバヌアツのポートビラで開催された。2018年からはオーストラリアのパース開催となった。2023年の今大会はコンチネンタルオープンの大会でありながらグランプリ大会扱いとなるため、出場選手にはそれに準じたポイントが付与される。

## 名称の変遷
- ワールドカップ・アピア World Cup Apia (2009-2012)
- オセアニアオープン・アピア Oceania Open Apia (2013- )
- オセアニアオープン・ウロンゴン Oceania Open Wollongong (2014-2015)
- オセアニアオープン・バヌアツ Oceania Open Port Vila (2017)
- オセアニアオープン・パース Oceania Open Perth (2018-)

## 優勝者

### 男子
| 年     | 60 kg級                                              | 66 kg級                          | 73 kg級                        | 81 kg級                      | 90 kg級                | 100 kg級                 | 100 kg超級                     |
| 2009年 | 何雲竜                                               | アリム・ガダノフ                 | エマニュエル・コジョ・ナルテイ | ジローム・ペロー             | マーク・アンソニー     | レオナルド・レイチ       | ジェイク・アンドリューアーサ   |
| 2010年 | セルジオ・ペッソア                                   | カマル・ハーン＝マゴメドフ       | マルティン・ニエトリシュパッヒ | ミハイル・カジダブ           | マーク・アンソニー     | ダニエル・ケリー         | カルロス・ゼガッラ             |
| 2011年 | 阿拉木斯                                             | サシャ・メフメドビッチ           | セゼエル・フイスズ             | アリヤズ・セデユ             | ドミニク・ヒッシャー   | アルテム・ブロシェンコ   | クリストファー・シェアリントン |
| 2012年 | アシュリー・マッケンジー                             | カマル・ハーン＝マゴメドフ       | バトラズ・カイトマゾフ         | ムラト・カバチロフ           | マシュー・パーシー     | ティム・スライフィールド | レナート・サイドフ             |
| 2013年 | ニコール・コッサー                                   | ブラッドフォード・ボーレン       | アーサー・マーゲリドン         | クレメン・フェリアン         | マーク・アンソニー     | ジェイソン・コスター     | サム・ロザー                   |
| 2014年 | アーロン・クニヒロ                                   | リュ・ジンビョン                 | アルチュール・マルジュリドン   | イ・スンス                   | アンドリュー・バーンズ | ジェイソン・コスター     | 金洙完                         |
| 2015年 | パベル・ペトリコフ                                   | ネイソン・バーンズ               | マルコ・マッダローニ           | エミルハン・ユジェル         | ママダリ・メフディエフ | リエス・ブヤクブ         | モハメド・アミネ・タエブ       |
| 2017年 | 出場選手がいないため、今大会この階級の試合はなかった | カイル・マクルンドー             | カルビン・ノエスター           | エオイン・コフラン           | ニコラ・モンヴワサン   | ネイト・キーブ           | ナザリオ・フィアカイフォヌ     |
| 2018年 | ジョシュア・カッツ                                   | アラー・エルイドリッシ           | カルビン・ノエスター           | イム・ジョヨン               | コート・マキシム       | ジェイソン・コスター     | ニコラス・ベラード             |
| 2019年 | フランシスコ・ガリゴス                               | アルベルト・ガイテロ・マルティン | ビラル・チロール               | アレキシオス・タナティディス | ミハイル・イゴルニコフ | アレクサンドル・イディア | スベン・ハインレ               |
| 2022年 | セドリク・ルボル                                     | ルダ・スドゥキ                   | マルティン・ホヤク             | ニコラス・シラル             | ダビド・クラメルト     | リス・トンプソン         | マルティ・プーマライネン       |
| 2023年 | 楊勇緯                                               | アブデラナネ・ブシタ             | バイサングル・バグジェフ       | ジアコモ・ガンバ             | ムラド・ファティエフ   | レオナルド・ゴンカルベス | マリウス・フィゼル             |

### 女子
| 年     | 48 kg級                  | 52 kg級                | 57 kg級                    | 63 kg級                                              | 70 kg級                                              | 78 kg級                                              | 78 kg超級                                            |
| 2009年 | 莫琴琴                   | 何燦燦                 | エミリー・ベンステッド     | 林美玲                                               | 姚玉婷                                               | ステファニー・グラント                               | ジャネール・シェファード                             |
| 2010年 | リサ・カーニー           | アンジェリカ・デルガド | カーリ・レンチ             | ミリアム・ラマルシェ                                 | カスリーン・セル                                     | マリリセ・レヴスケ                                   | ジャネール・シェファード                             |
| 2011年 | パウラ・パレト           | ロミー・タラングル     | ジョリアン・メランコン     | ヴロラ・ベデティ                                     | サリー・コンウェイ                                   | アレナ・エイグロワ                                   | カリーナ・ブライアント                               |
| 2012年 | キンバリー・レニックス   | ルイーズ・レニックス   | 金京玉                     | ジェマ・ハウエル                                     | モイラ・デ・ヴィリアース                             | 鄭敬美                                               | 出場選手がいないため、今大会この階級の試合はなかった |
| 2013年 | キンバリー・レニックス   | エカテリーナ・グイカ   | ステファニー・トレンブレイ | レイラニ・アキヤマ                                   | アリックス・ルノー＝ロワ                             | 出場選手がいないため、今大会この階級の試合はなかった | 出場選手がいないため、今大会この階級の試合はなかった |
| 2014年 | アン・スズキ             | リサ・カーニー         | ネコダ・スミス＝デイビス   | カタリナ・ヘッカー                                   | アリックス・ルノー＝ルワ                             | 鄭敬美                                               | 出場選手がいないため、今大会この階級の試合はなかった |
| 2015年 | ケイトリン・ブイスー     | エカテリーナ・ギカ     | エミリー・アマロン         | ステファニー・トレンブレイ                           | メーガン・フレッチャー                               | サラ・ミリアム・マズーズ                             | サラ・アドリントン                                   |
| 2017年 | アン・スズキ             | ニナ・タケナカ         | フローレンス・ダオグアン   | 出場選手がいないため、今大会この階級の試合はなかった | 出場選手がいないため、今大会この階級の試合はなかった | 出場選手がいないため、今大会この階級の試合はなかった | 出場選手がいないため、今大会この階級の試合はなかった |
| 2018年 | アン・スズキ             | ティンカ・イーストン   | ルン・ポスム               | マエブ・コフラン                                     | アオイフェ・コフラン                                 | アビゲール・パデュック                               | ユン・ヨンジュ                                       |
| 2019年 | イリーナ・ドルゴワ       | ナタリア・クジュティナ | カヤ・カイゼル             | カトリン・ウンターヴルツァッハー                     | ミリアム・ブトケライト                               | パトリシア・サンパイオ                               | カイラ・サイト                                       |
| 2022年 | マリア・セリア・ラボルデ | ソフィア・フィオラ     | レレ・ナイルン             | カタリナ・ヘッカー                                   | アンカ・ポガツニク                                   | アンナ＝モンタ・オレク                               | イ・ヒョンジ                                         |
| 2023年 | イ・ヘギョン             | アリアネ・トロ・ソレル | ホ・ミミ                   | 唐婧                                                 | マリア・ペレス                                       | ジョルジア・スタングエルリン                         | 徐仕妍                                               |

## 外部サイト
- IJF World Cup Apia